# Ioan Petru Culianu
Ioan Petru Culianu (Iași, 5 januari 1950 - Chicago, 21 mei 1991) was een godsdienstwetenschapper en filosoof van Roemeense afkomst. Zijn boeken gaan met name over gnostiek, mystiek en renaissance magie. Zijn hoofdwerk is een boek over hermetische filosofie genaamd Eros en magie in de renaissance (1984).
Hij studeerde af in drie vakgebieden en beheerste zes talen.
Naast zijn wetenschappelijke werk schreef hij fictie en politieke artikelen.

## Leven
Culianu werd op 5 januari 1950 in Iași geboren. Hij studeerde in Boekarest. Hij begon zijn carrière als volgeling van de invloedrijke religiewetenschapper Mircea Eliade. Tijdens een zomercursus in Perugia in 1972 vroeg Culianu in Italië politiek asiel aan. Daarna werkte hij in Italië, Frankrijk en Nederland. Daar doceerde hij tot 1986 aan de Rijksuniversiteit Groningen. Hij presteerde het zelfs college te geven in het Nederlands, al was dat dan met een merkwaardige toonloze en klemtoonloze dictie.
Uiteindelijk werd Culianu hoogleraar aan de Universiteit van Chicago.

## Dood
Culianu werd vermoord in de toiletruimte van de Swift Hall van de Universiteit van Chicago. De dader en het motief zijn onbekend.
Er is gespeculeerd dat de moord plaatsvond op bevel van Nicolae Ceaușescu wegens de politieke artikelen van Culianu. De moord werd echter gepleegd anderhalf jaar na de val van het communisme in Roemenië en de dood van Nicolae Ceaușescu.
Voor zijn dood ontving hij doodsbedreigingen, die hij toeschreef aan de Roemeense geheime dienst (Securitate). Vlak voor zijn moord publiceerde Culianu een aantal artikelen en interviews die het regime van Ion Iliescu aan de kaak stelden. Culianu was een geduchte dissident in een tijd dat de post-communistische machthebbers grip probeerden te krijgen op de nieuwe tijden.